# Gundermann Revier
Gundermann Revier ist ein Dokumentarfilm von Grit Lemke aus dem Jahr 2019, der das Leben des Sängers, Rockpoeten und Baggerfahrers Gerhard Gundermann in den Kontext seiner Generation und ihrer Zeit stellt. Der Film wurde beim Internationalen Leipziger Festival für Dokumentar- und Animationsfilm (DOK Leipzig) 2019 uraufgeführt und lief danach auf einer Reihe von Filmfestivals. Die Erstausstrahlung im MDR erfolgte am 8. Dezember 2019, am 12. Dezember 2019 startete der Film in den deutschen Kinos. 2020 wurde er für den Grimme-Preis nominiert.

## Handlung
Das Lausitzer Revier und die einstige „sozialistische Wohnstadt“ Hoyerswerda bilden den Hintergrund für die Biografie von Gerhard Gundermann, Rockpoet, Baggerfahrer und „Stimme des Ostens“. Wie in einem Brennspiegel bündeln sich in der Region und in seinem Werk globale Fragen: Heimat und Industrie, das Ende der Arbeit, Utopie und individuelle Verantwortung. Eine Lehrerin, seine ersten Wegbegleiter aus der Brigade Feuerstein, sein Tontechniker und enger Mitarbeiter kommen ebenso zu Wort wie die Silly-Musiker Uwe Hassbecker und Ritchie Barton, Andy Wieczorek von der Band „Seilschaft“ und die Frau des Sängers, Conny Gundermann. Der Bürgerchor Hoyerswerda singt Gundermann und führt ihn in die Gegenwart des Reviers, das sich neu erfinden muss. Poetische Reflexionen einer Ich-Erzählerin, die in Hoyerswerda mit Gundermann aufwuchs, und metaphorische Bilder einer umgebrochenen Landschaft und Stadt führen durch den Film. Sie treten in einen Dialog mit Gundermann in weitgehend unbekannten Archivaufnahmen, Texten und Musik.

## Hintergrund
Der Liedermacher und Rocksänger Gerhard Gundermann (1955–1998) arbeitete neben der künstlerischen Tätigkeit im Tagebau bzw. der Produktion und verarbeitete diese Erfahrungen in Texten. Die Widersprüchlichkeit des Künstlers, der als „Bob Dylan des Tagebaus“ galt und gerade in Ostdeutschland große Popularität genoss, aber auch sieben Jahre mit der Staatssicherheit zusammengearbeitet hatte, ist in mehreren Filmen verarbeitet worden. „Gundermann Revier“ entstand als hundertprozentige Fernsehproduktion im Auftrag des Mitteldeutschen Rundfunks (MDR) und des Rundfunks Berlin-Brandenburg (rbb), die aber auf Grund der euphorischen Aufnahme bei den Premieren erst nachträglich im Kino veröffentlicht wurde. Zugleich wurde der Film in einer Rekordzeit von nur sechs Monaten gedreht und bis zur Fertigstellung produziert. Es ist der erste Film, der aus der Innenperspektive des Lausitzer Reviers zugleich die Geschichte der „übersprungenen Generation“ (Gundermann) im Osten erzählt.
Lange Zeit war keine finanzielle Filmförderung in Sicht, das änderte sich schlagartig mit dem Spielfilm Gundermann.

## Kritiken
Das neue deutschland befand: „Man muss Gundermann nicht verehren, um Lemkes Dokfilm über diesen gescheiterten Helden grandios zu finden.“ Und die Sächsische Zeitung stellte fest: „Die Fremdbestimmung des Ostens, sein Ausverkauf nach der Wende, aber auch die Euphorie des Neuanfangs gepaart mit der Leere, die die Einheit zum Teil hinterließ, sind Themen des Films. ‚Wo sollen wir hin, wo bleiben wir?‘, singt Gundermann dazu. Auch wenn ein Hauch Ostalgie über dem Film schwebt, so spiegelt Lemke mit ‚Gundermanns Revier‘ ein Lebensgefühl, was viele Menschen auch 30 Jahre nach dem Mauerfall nachvollziehen können. (…) Das ist unterhaltsam und erhellend und gibt in einer Zeit, in der die Unzufriedenheit vieler Menschen wächst, vielleicht eine Idee davon, wie der Osten tickt.“